# (23098) Huanghuang
(23098) Huanghuang est un astéroïde de la ceinture principale d'astéroïdes.

## Description
(23098) Huanghuang est un astéroïde de la ceinture principale d'astéroïdes. Il fut découvert le 8 décembre 1999 à Socorro (Nouveau-Mexique) par le projet LINEAR. Il présente une orbite caractérisée par un demi-grand axe de 2,74 UA, une excentricité de 0,10 et une inclinaison de 3,7° par rapport à l'écliptique.

## Compléments